# Euproctis cerbvina
Euproctis cerbvina är en fjärilsart som beskrevs av Moore 1877. Euproctis cerbvina ingår i släktet Euproctis och familjen tofsspinnare. Inga underarter finns listade i Catalogue of Life.